# Carabhydrus
Carabhydrus es un género de coleópteros adéfagos  perteneciente a la familia Dytiscidae. 

## Especies
- Carabhydrus andreas	Zwick 1981
- Carabhydrus innae	Hendrich & Watts 2009
- Carabhydrus janmillerae	Hendrich & Watts 2009
- Carabhydrus monteithi	Watts 1978
- Carabhydrus mubboonus	Larson & Storey 1994
- Carabhydrus niger	Watts 1978
- Carabhydrus plicatus	Watts 1978
- Carabhydrus stephanieae	Watts, Hancock & Leys 2007
- Carabhydrus storeyi	Hendrich & Watts 2009
- Carabhydrus turaki	Hendrich & Watts 2009